# Boris Nikolajewitsch Petrow

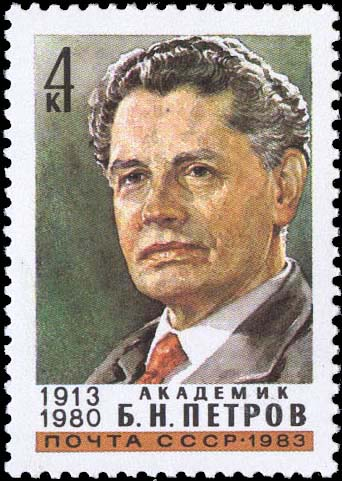
Boris Nikolajewitsch Petrow (Briefmarke der Post der UdSSR 1983)

Boris Nikolajewitsch Petrow (russisch Борис Николаевич Петров; * 26. Februarjul. / 11. März 1913greg. in Smolensk; † 23. August 1980 in Moskau) war ein sowjetischer Kybernetiker und Hochschullehrer.

## Leben
Petrows Vater war Buchhalter und starb 1929. Petrows Mutter war Ärztin und war 1919 im Bürgerkrieg an Typhus gestorben. Nach dem Mittelschulabschluss im Februar 1930 versuchte er sich am Moskauer Energetischen Institut (MEI) einzuschreiben, aber wegen seiner Herkunft aus einer Angestelltenfamilie wurde er nicht angenommen. Nach einem halben Jahr Arbeit als Rechnungsführer in einem Kolchos zog er zur Schwester seiner Mutter in Moskau und absolvierte eine Werksberufsschule mit Abschluss 1932, um dann als Dreher zu arbeiten.
1933 begann Petrow das Studium am MEI in der Elektromechanik-Fakultät. Boleslaw Bul war einer seiner Lehrer. Mit einem ausgezeichneten Diplomprojekt bei Wiktor Kulebakin schloss er 1939 das Studium am MEI ab.
Petrow wurde 1940 wissenschaftlicher Mitarbeiter des Moskauer Instituts für Automatik und Telemechanik der Akademie der Wissenschaften der UdSSR (AN-SSSR, seit 1991 Russische Akademie der Wissenschaften (RAN)). Während des Deutsch-Sowjetischen Kriegs war das Institut in Uljanowsk evakuiert. Nach der Rückkehr nach Moskau 1944 lehrte er auch am Lehrstuhl für automatische Steuerung und Flugzeug-Stabilisierung des Moskauer Luftfahrtinstituts (MAI). Für die Promotion zum Kandidaten der technischen Wissenschaften verteidigte er 1945 seine Dissertation über eine Analyse automatischer Kopiersysteme so erfolgreich, dass er direkt zum Doktor der technischen Wissenschaften promoviert wurde. 1947 wurde er Direktor des Instituts für Automatik und Telemechanik. Die Ernennung zum Professor folgte 1948 und die Lehrstuhlleitung 1950.
Ab 1951 leitete Petrow eine Abteilung im Institut für Steuerung der AN-SSSR. 1953 wurde er zum Korrespondierenden Mitglied und 1960 zum Vollmitglied der AN-SSSR gewählt. Seine Forschungsschwerpunkte waren die Theorie der automatischen Steuerung, die Invarianz automatischer Steuerungssysteme, die Selbstoptimierung von Systemen und automatische Steuerungssysteme für bewegte Objekte. Er rehabilitierte Georgi Schtschipanow wissenschaftlich, der 1939 eine Theorie der Invarianz automatischer Systeme veröffentlicht hatte und dafür als Erfinder absurder Vorstellungen vernichtend kritisiert worden war. Petrows Ergebnisse fanden eine breite Anwendung in der Raketen- und Raumfahrttechnik. Mit Sergei Koroljow entwickelte er Reglersysteme für die weltweit erste Interkontinentalrakete R-7.
Petrow wurde 1966 Vorsitzender des Rats für die internationale Zusammenarbeit in der Raumfahrtforschung der AN-SSSR für das internationale Interkosmos-Programm.
Mit anderen unterzeichnete Petrow 1977 einen Brief an die Prawda, in dem Andrei Sacharows Menschenrechtsäußerungen als Verunglimpfung der Sowjetunion und eines sowjetischen Wissenschaftlers unwürdig verurteilt wurden.
Petrow wurde 1979 Vizepräsident der AN-SSSR. Er war Vollmitglied der International Academy of Astronautics seit 1971 und Mitglied der Tschechoslowakischen, der Ungarischen, der Bulgarischen und der Polnischen Akademie der Wissenschaften.
Petrow starb am 23. August 1980 in Moskau und wurde auf dem Nowodewitschi-Friedhof begraben.
Die AN-SSSR stiftete 1980 die Petrow-Goldmedaille für hervorragende Arbeiten zu automatischen Steuerungssystemen und zur experimentellen Weltraumforschung, die 1993 ein Preis der RAN wurde.

## Ehrungen, Preise
- Orden des Roten Sterns (1945)[4]
- Leninorden (1957, 1961, 1967, 1969, 1975)[4]
- Orden des Roten Banners der Arbeit (1963)[4]
- Leninpreis im geschlossenen Teil der Verleihung (1966) mit O. M. Belozerkowski, G. L. Grodsowski, A. F. Kuljabin, W. W. Lunjow und G. F. Telenin für die systematische experimentelle und theoretische Erforschung der Gasdynamik für ballistische Raketen und Raumfahrzeuge (mit A. I. Tischkow, A. I. Utkin, A. A. Tschurilin, J. J. Karpeiski, M. J. Judelowitsch, F. I. Kondratenko und W. D. Ossipow durchgeführt)[4][8]
- Held der sozialistischen Arbeit (1969)[4]
- Staatspreis der UdSSR (1972)[4]
- Orden der Oktoberrevolution (1973)[4]
- Goldmedaille des Centre national d’études spatiales[2][4]